# 33501 Juliethompson
33501 Juliethompson este o planetă minoră (asteroid), cu un diametru de 4,034 km, din centura de asteroizi. A fost descoperită pe 15 aprilie 1999 la Experimental Test Site⁠(d) de Lincoln Near-Earth Asteroid Research. 
Obiectul prezintă o orbită caracterizată de o semiaxă mare de 2,4657462 UAi, o excentricitate de 0,18, o înclinație de 4,34282 ° în raport cu ecliptica.